# Drácula
Drácula (en inglés: Dracula; pronunciado /ˈdrækjʊlə/) es una novela de fantasía gótica escrita por Bram Stoker, publicada en 1897. Publicada en castellano por Ediciones Hymsa bajo la colección La novela aventura en 1938, con portada de Juan Pablo Bocquet e ilustraciones de Femenía. Drácula fue elogiada por autores como Arthur Conan Doyle u Oscar Wilde. Hasta el día de hoy no ha dejado de publicarse, ha sido traducida a más de cincuenta idiomas y ha logrado vender alrededor de doce millones de copias.
Sin embargo, era mantenida en el terreno marginal de la literatura sensacionalista y solo en 1983 fue incorporada entre los clásicos de la Universidad de Oxford. Su personaje protagonista, el conde Drácula, se volvió el arquetipo de vampiro occidental por antonomasia, siendo considerado el más famoso de la cultura popular. La popularidad de su personaje es tal que ha sido adaptado al cine, cómics, teatro y/o televisión en innumerables ocasiones; siendo la más fiel al libro y la más destacada la adaptación al cine realizada por Francis Ford Coppola en 1992.

## Contexto
Una de las más que posibles grandes referencias sobre todo lo que rodea a esta novela es el relato "El extraño misterioso". Se trata de un cuento publicado en 1844 por el escritor alemán Karl von Wachsmann. Aunque algunos aspectos del personaje, están basados en Vlad III, el Empalador, príncipe de Valaquia del siglo XV, en realidad la novela Drácula no tiene relación histórica con la vida de Vlad el Empalador. Se dice que el escritor se basó en las conversaciones que mantuvo con el orientalista húngaro Ármin Vámbéry; quien le habló de Vlad Tepes. También se dice que Bram Stoker se basó en la figura de la condesa húngara Erzsébet Báthory. Para describir los paisajes de Rumanía, Stoker se sirvió de dos obras: una, de Emily Gerard, La tierra más allá de los bosques (1888); y la otra, un Informe sobre los principados de Valaquia. 
La novela; escrita de manera epistolar, consiste en la lectura de una serie de documentos, que son, en su mayoría, los diarios de los personajes y presenta temas como el papel de la mujer en la época victoriana, la ciencia y la superstición, la sexualidad, la inmigración, el colonialismo o el folclore.

### Pasajes suprimidos
En 1984 se descubrió un manuscrito de Drácula, que contenía pasajes suprimidos por Bram Stoker. Uno de ellos es, justamente, el final, eliminado por el autor en la versión publicada:

»Mientras mirábamos, sobrevino una terrible convulsión de la tierra que nos desestabilizó y nos hizo caer de rodillas. Al mismo tiempo, con un rugido que parecía estremecer a los mismos cielos, el castillo y la roca y hasta la colina donde se levantaba parecían elevarse en el aire y deshacerse en fragmentos mientras una poderosa nube de humo amarillo y negro, cuyas volutas crecían en tamaño, se elevó hacia arriba con una rapidez inconcebible... Desde donde estábamos, parecía como si el que una vez fuera un feroz volcán hubiera satisfecho su necesidad natural y el castillo y la estructura de la colina se hubieran hundido de nuevo en el vacío. Estábamos tan absortos ante esa súbita grandeza, que olvidamos pensar en nosotros.»

Se sospecha que Stoker, su editor, o la madre del autor, Charlotte Stoker, decidieron suprimirlo por su similitud con el final de La caída de la Casa Usher. En relación con ello, hay quien encuentra en Drácula paralelismos con varias de las Narraciones extraordinarias: la muerte en vida, las visitas a los cementerios, el cambio de color en el cabello de Lucy Westenra y su simbolismo infantil, la oscilación entre lo extraño y lo fantástico, los casos de ambiguo vampirismo en Berenice, Morella o El extraño caso del señor Valdemar.

## Argumento

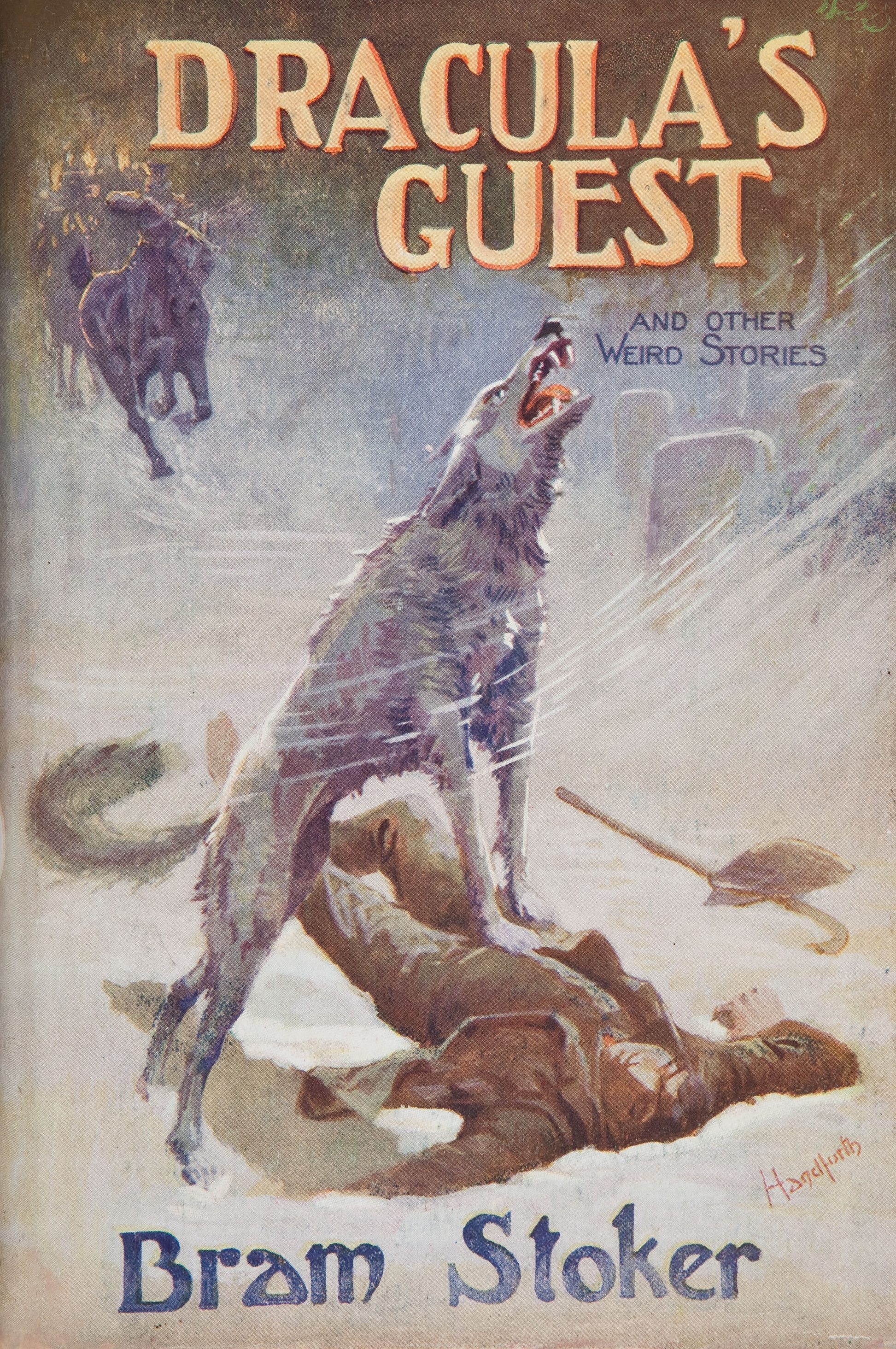
Portada de la primera edición de El invitado de Drácula y otras historias de terror.

En algunas ediciones, la novela va precedida del cuento terrorífico El invitado de Drácula o El huésped de Drácula. En él, Jonathan Harker, un joven abogado inglés que está de viaje rumbo a Transilvania, se encuentra aún en Múnich, desde donde habrá de tomar un tren que lo llevará a Viena y después a Budapest. Una tarde, desde Múnich, sale de paseo en un coche de caballos. Al no faltar mucho para acabarse el día, el cochero quiere regresar porque esa es la noche de Walpurgis. Como buen inglés, Jonathan despide al cochero y continúa el paseo a solas y a pie por un camino misterioso que se desviaba del camino principal. Siguiendo esa senda por un par de horas, se interna en un bosque tenebroso que comienza a tornarse hostil con cada paso que da. Se hace de noche y comienza a nevar, mientras el joven percibe una presencia malévola a su alrededor. La tormenta se hace más fuerte y Jonathan es arrastrado a lo que parece ser un cementerio abandonado. Buscando refugio para los truenos se dirige a una capilla de mármol blanco que cree segura. En su exterior, tallado en la piedra se lee: Condesa Dolingen de Graz, en Estiria buscó y halló la muerte. 1801 y otra inscripción en alemán que reza: "Denn die Toten reiten schnell" ("Porque los muertos viajan de prisa", fragmento citado del poema Lenore, escrito por Gottfried August Bürger). El asustado joven abre la puerta y encuentra que sobre un catafalco de piedra se halla en reposo el cuerpo de una hermosa joven con los labios manchados de sangre. En ese instante un rayo cae sobre la capilla y esta comienza a incendiarse. Lo que parecía ser el cadáver de la suicida se levanta de su lecho y empieza a dar horribles gritos de dolor en medio del fuego que la consume. El asustado joven corre ante lo que le parece imposible y se cae en la nieve mientras arrecia la tormenta. Cuando recobra el sentido siente que un lobo le está olfateando el cuello y calentándolo. El animal huye cuando una partida de hombres con antorchas lo encuentran, pues habían salido a buscarlo habiendo informado el cochero de que el joven se había internado solo en el bosque. Cuando el protagonista finalmente es devuelto a su hotel, le espera un telegrama de Drácula, con el que va a reunirse en Transilvania, y en el que le advierte de los peligros de la nieve y los lobos en la noche. 
No está clara la autoría de esa historia. Según algunos, se trata del principio de la novela, que fue eliminado de la primera edición por considerar el editor que, de no hacerlo, la novela habría resultado demasiado larga. Según otros, la autora sería la viuda de Stoker; según otros más, el propio editor.

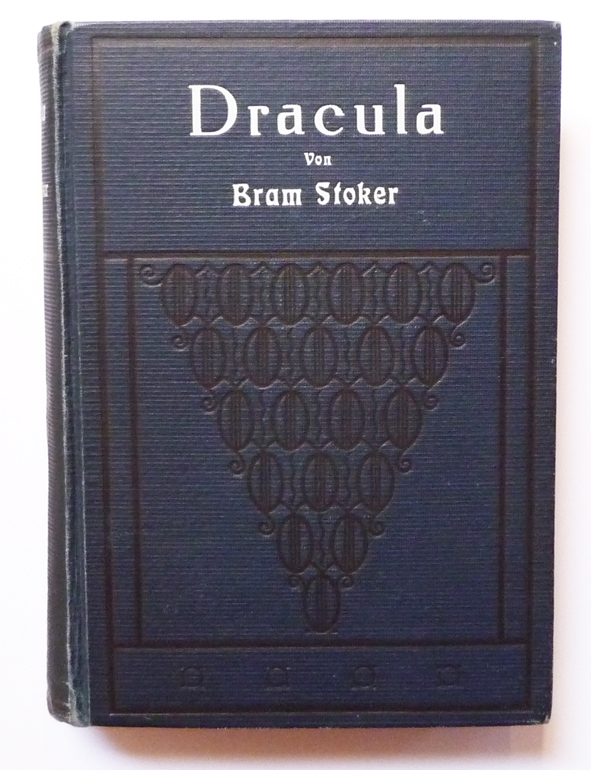
Portada de la edición alemana de Drácula.

La novela comienza con Jonathan Harker, un joven abogado londinense comprometido con Wilhemina Murray (Mina), el cual se encuentra en la ciudad de Bistritz como parte de un viaje de negocios, que continuará a través del desfiladero del Borgo hasta el remoto castillo de su cliente, el conde Drácula, en una de las regiones más lejanas de la Rumania de la época, los montes Cárpatos de Transilvania, para cerrar unas ventas con él. En una posada, los aldeanos locales le advierten que, al ser la víspera del Día de San Jorge, las fuerzas del mal tienen completo poder. Tras instarle sin éxito a quedarse, la dueña de la posada le regala a Jonathan un rosario con esperanzas de protegerlo de las influencias malignas. Convirtiéndose durante un breve período de tiempo en huésped del conde, el joven inglés va descubriendo que la personalidad de Drácula es extraña comparada a sus costumbres inglesas: no se refleja en los espejos, no come nunca en su presencia, y hace vida nocturna. Poco a poco va descubriendo que es un ser despreciable, ruin y despiadado que acabará convirtiéndole en un rehén en el propio castillo. En el mismo también viven tres jóvenes y bellas mujeres, que posteriormente serán reveladas como vampiresas novias de Drácula, las cuales una noche seducen a Jonathan y tratan de chuparle la sangre, cosa que evita el conde al irrumpir inesperadamente. Para evitarlo, Drácula les entrega un niño que ha secuestrado para que se beban su sangre. La madre del bebé no tarda en llegar al castillo para reclamarlo, pero el conde ordena a los lobos que la devoren.
Teniendo al joven Harker prisionero en su castillo, el Conde decide viajar a Londres, haciéndolo oculto en una caja con tierra de Transilvania, ya que debe descansar en la tierra maldita donde había sido enterrado. Para alcanzar su destino, viaja en carruaje hasta un puerto cercano al estrecho del Bósforo, y desde allí prosigue en barco desde Varna hasta Whitby, en la costa de Inglaterra, atravesando el estrecho de los Dardanelos. Dentro del navío, el Demeter, mata a toda la tripulación, hombre por hombre, para alimentarse. El capitán decide amarrarse al timón para evitar encallar el barco, llegando la nave a puerto sin ningún tripulante vivo. Al mismo tiempo, para encontrar un poco de descanso, la joven Mina Murray decide pasar una temporada veraniega con su amiga íntima de infancia, Lucy Westenra, en la casa solariega que esta posee en Whitby, en la costa de Yorkshire. Lucy es una hermosa joven de clase acomodada que vive en una lujosa mansión junto a su madre viuda, la señora Westenra. La joven padece de sonambulismo y Drácula, que huyó del barco transformado en lobo al atracar, se aprovecha de ello para chuparle la sangre por primera vez en el cementerio de Whitby, siendo Mina testigo de ello, recogiendo luego a Lucy y llevándola de vuelta a su casa.
Mientras, Jonathan sigue recluido en el castillo de Drácula, pero su cautiverio finaliza cuando logra huir descendiendo por sus muros, cayendo al río que bordea la fortaleza y siendo arrastrado por la corriente. Lo encuentran unas monjas en una abadía cercana, y posteriormente se aloja en un hospital de Budapest, donde se recupera de una fiebre cerebral sufrida a raíz de los terribles hechos vividos en la morada de Drácula. Una monja del hospital se pone en contacto con Mina por carta, detallándole la situación de su prometido, y pidiéndole que se desplace hasta ese lugar para cuidar de Harker, donde, según resuelve Mina, contraerán matrimonio.
Mientras, en Whitby, Lucy sufre unos extraños síntomas: palidez extrema, debilidad y aparición de dos pequeños orificios en el cuello, producidos por una supuesta enfermedad; pero lo que en realidad le sucede es que está convirtiéndose en vampiresa o no-muerta, debido a que Drácula le succiona la sangre, que necesita para sobrevivir y rejuvenecer. Los síntomas de Lucy se van agravando tras su regreso a Londres. Al no mejorar la salud de Lucy, su prometido Lord Arthur Holmwood (posteriormente Lord Godalming) y su amigo Quincey Morris, anterior pretendiente de Lucy, piden consejo al doctor John Seward, anterior pretendiente también. Este médico es el director del manicomio en el que se encuentra el paciente Renfield, un interno sometido a la influencia de Drácula y practicante de la zoofagia a raíz de su culto al vampirismo. Al observar que la salud de Lucy empeora, Seward decide pedir consejo al doctor Abraham Van Helsing, un médico neerlandés experto en enfermedades misteriosas, que fue su profesor durante sus años de carrera. Tras realizar numerosos tratamientos y transfusiones, Lucy y su madre mueren (esta última de un ataque cardíaco) y son sepultadas.
Días más tarde, unas noticias publicadas en el periódico de la ciudad hablan de una "hermosa señora de sangre" que muerde a los niños pequeños. El doctor Van Helsing sospecha que Lucy se ha convertido en no-muerta, y él y sus compañeros  —Arthur, Quincey y John—  montan guardia frente al mausoleo familiar en el que ha sido sepultada la joven. A medianoche descienden armados al recinto en el que reposa el cuerpo de Lucy; al correr la tapa del sarcófago se percatan que el cuerpo no está dentro del féretro; entretanto llega Lucy, convertida en una No-muerta, cargando con un niño al cual le está bebiendo la sangre. Van Helsing sella el sepulcro de Lucy con hostia consagrada, de manera que esta no puede huir, y se sitúa detrás de la vampiresa con un crucifijo de oro. Todos se horrorizan ante la revelación. El doctor Van Helsing le pide autorización a Arthur para "matar" al monstruo. El joven, destrozado por la transformación de su amada, acepta. Así, los dos completan el rito para que la joven pueda descansar en paz: le clavan una estaca en el corazón, la decapitan y le llenan la boca de ajo. De esta manera Lucy Westenra deja de ser una vampiresa. El tormento abandona su alma, por lo que ya puede descansar en paz.
Mina Murray, ahora Mina Harker al casarse con Jonathan, tras volver de su boda se entera de la muerte del Sr. Hawkins, que era un gran amigo de ella y de Jonathan; ambos lo consideraban un padre. Al regresar del entierro, Jonathan descubre que el conde Drácula ya está en Londres, y además rejuvenecido. Al llegar a la casa que el Sr. Hawkins les dejó como herencia, Mina recibe un telegrama de Van Helsing y, con gran dolor, se entera de la muerte de su amiga Lucy y la madre de esta. Preocupado por su propia salud mental, Jonathan le pide a Mina que lea el diario que él escribió durante su estadía en el castillo de Drácula, en Transilvania. Mina lo lee y queda consternada, tras lo cual comparte esa experiencia con el doctor Van Helsing, contándole todo lo que sospecha. Este averigua finalmente que el conde Drácula es el vampiro responsable de la enfermedad, muerte y transformación de Lucy, por lo que deciden darle muerte, dejando a Mina en la supuesta seguridad del manicomio.
Primero intentan acabar con él en Londres, buscando y purificando todos sus refugios, sin conseguir darle muerte. El conde hábilmente convence a Renfield para que le abra la ventana, ofreciéndole ratas, debido a que Drácula no podía introducirse en un edificio donde no le hubieran permitido el paso. Aprovechando que los hombres se encuentran entretenidos buscándole, entra y le chupa la sangre a Mina. Al saber esto Renfield, que antes consideraba al conde su maestro y señor, decide luchar en su contra, porque además no ha cumplido la promesa de entregarle a los animales, pero Drácula lo mata acusándolo de traición. Renfield, agonizante, confiesa sus actos a Van Helsing y luego muere. Seguidamente, Drácula vuelve a morder a Mina y le hace beber de su sangre, para que quede de esta manera ligada a él, en lo que más tarde Van Helsing denomina como "el bautismo de sangre del vampiro". Poco más tarde, Drácula se enfrenta a los hombres, pero al no poder derrotarlos pese a su gran poder, huye de ellos y parte hacia su castillo en Transilvania, fracasando así su intento de asentarse en Inglaterra para conseguir víctimas femeninas que incrementen su harén de novias vampiresas.

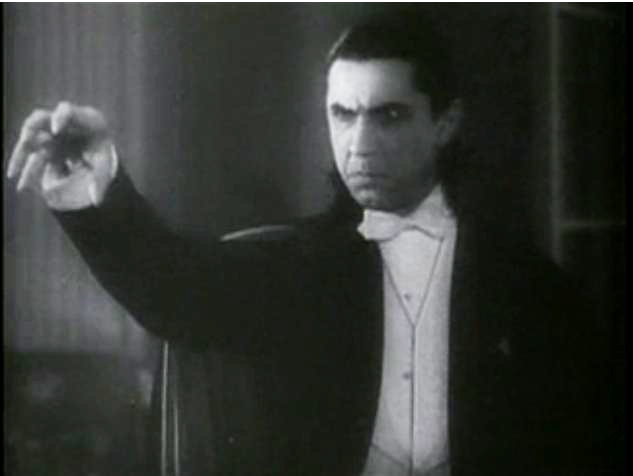
Bela Lugosi interpretando a Drácula, 1931. Estudios Universal

Todos los que querían acabar con Drácula —Jonathan, John Seward, Van Helsing, Quincey Morris, Lord Godalming (prometido de la fallecida Lucy) y Mina Harker—, marchan tras él, pues saben que ha huido gracias a las sesiones de hipnosis que le practica van Helsing a Mina, quien ha caído bajo el influjo de Drácula, aunque no del todo. Tras varios días de viaje llegan a Galatz, donde se desvió el conde con el barco Zarina Catalina gracias a su poder de controlar los vientos y la niebla, y posteriormente llegan al castillo. Esa noche las tres vampiresas se les aparecen a Mina y a Van Helsing durante un alto en su viaje en calesa y tratan de que Mina se les una, pero Van Helsing logra ahuyentarlas con la hostia. Al amanecer, el doctor entra al castillo y las mata del mismo modo que a Lucy; luego sale del castillo, vuelve con Mina, y se van tanto a la búsqueda de Drácula como de sus amigos. Todos confluyen cerca del anochecer, durante una tormenta de nieve y acechados por los lobos. Drácula viajaba dormido y metido en una caja de tierra, llevado y flanqueado por los cíngaros leales, quienes también lo habían llevado hasta el puerto en su viaje a Londres. Se libra una batalla, la cual termina cuando el kukri de Jonathan corta el cuello del conde, al tiempo que Quincey atraviesa el corazón del vampiro antes de morir víctima de la puñalada mortal propinada momentos antes por un cíngaro. Drácula muere y se convierte instantáneamente en polvo. Mina, cuando está siendo destruido, observa la paz que asoma al pálido rostro del vampiro tras abrírsele el camino al cielo. La cicatriz que la hostia consagrada había dejado en la frente de Mina desaparece tras la muerte del conde.
El epílogo es la reflexión de Jonathan Harker, siete años después de los hechos. Arthur se ha vuelto a casar, Mina y Jonathan tienen un hijo, llamado Quincey en honor a su amigo, y Van Helsing, padrino del niño, sentencia que los diarios no serán necesarios para legitimar su historia: su hijo debería sentirse orgulloso de ellos.
La novela, publicada en mayo de 1897 (Westminster, Archibald Constable and Company), despliega erudición sobre vampirismo. El vampiro ha logrado conquistar la muerte, más que la inmortalidad, puesto que está condenado a vivir casi como un espectro. El término vampiro es eslavo: proviene del serbio "vampir" y del ruso "upir". No existe en rumano una palabra para designar al vampiro. Algunos traducen el término rumano "strigoi" como vampiro, pero este vocablo se refiere a una bruja o a un espectro. Algunos dicen que "nosferatu" es la palabra rumana que significa "vampiro"; pero, según otros, en realidad proviene del griego "nosophoro", que significa "portador del mal"; según otros más, la escritora Emily Gerard confundió dos palabras usadas en Transilvania para referirse a criaturas o espíritus malignos de tal suerte que ofreció el híbrido "nosferatu", que nada significaba. La verdad es que la tradición europea de los vampiros como los que aparecen en la novela ni siquiera proviene de Transilvania, sino principalmente de Hungría, Serbia, Moldavia y los países eslavos. El vampiro es conocido «en todos los lugares en que ha existido el hombre», le hace decir Stoker a su personaje, el doctor Van Helsing, un médico experto en enfermedades oscuras. «Ha seguido el rastro del berserker islandés, del huno (engendrado por el diablo), del eslavo, del sajón, del magiar».
En las primeras páginas de su novela, Stoker insinúa la seducción horrorosa del vampiro. En un castillo decadente, rodeado de un paisaje invernal y solitario, un hombre cultivado, aristocrático y atemorizante acaba de franquear la entrada a un joven inglés con la frase clave: «Entre usted libremente y por su propia voluntad».
El conde Drácula no refleja su imagen en los espejos, y por eso en su castillo no hay ninguno; Jonathan se dio cuenta de esa extraña propiedad del conde en su propio espejo. Y es que la superstición decía que el vampiro había perdido su alma (las antiguas culturas relacionan la imagen reflejada con el espíritu). Drácula es peligroso, repugnante y veladamente sensual. Pronto se verá que convive con tres jóvenes vampiresas de figura voluptuosa. Esta imagen del vampiro no es un invento de Stoker: se había desarrollado ampliamente con anterioridad, desde la publicación del relato El vampiro de Polidori en 1816 hasta la publicación de La buena Lady Ducayne: esta última obra, en 1896, un año antes de la publicación de Drácula. El vampiro había tomado varios nombres: Lord Ruthven, Lord Seymour, sir Francis Varney; y había tenido muchos éxitos en todas Europa en espectáculos de circo, obras de teatro, melodramas, óperas, novelas, cuentos y folletines.
Mediante los diarios que escriben los personajes principales (excepto el propio Drácula), cartas que se intercambian, telegramas, noticias de prensa, albaranes y facturas, Stoker desarrolla una historia, con pequeños saltos en el tiempo, en la que se revela la desmesurada ambición de poder de Drácula, quien se traslada a Londres y mueve ejércitos de ratas, niebla, lobos, murciélagos y tormentas para lograr su objetivo.
Stoker conocía los detalles de la superstición y atribuye a Drácula los rasgos peculiares del vampiro, tales como:
- Lograr obediencia de seres repulsivos, como las ratas, moscas, arañas y los murciélagos, pero también de los lobos, los dingos y los zorros.
- Telepatía, control mental.
- Fuerza sobrehumana.
- Convertirse en animal o en niebla.
- Perder facultades durante el día, el amanecer y el atardecer. El vampiro huye de la luz diurna, que lo destruye
- Dormir sobre tierra, traída de su lugar natal, en el interior de un féretro.
- Beber sangre humana (su único alimento) y convertir en vampiros a quienes aseste su mordedura fatídica y bautice con su propia sangre haciéndoles beberla. Si únicamente son mordidos, no se transforman en vampiros.
- Aversión a los crucifijos, ristras o flores de ajo, la Sagrada Forma consagrada y agua bendita, elementos que le pueden mantener alejado; pero para que muera realmente, se le ha de clavar una estaca en el corazón o se lo ha de decapitar.
- También Van Helsing menciona que si, cuando está dentro del féretro, se coloca una rosa sobre la tapa del mismo no podrá salir; aunque Harker y sus colegas no tienen ocasión de hacerlo.

El Drácula de Stoker tiene todos los elementos de los vampiros que lo precedieron, más algunas características tomadas del hombre lobo, cuya historia había sido publicada poco antes.

## Personajes
| Personaje           | Descripción personaje |
| ------------------- | --- |
| Conde Drácula       | Vampiro y noble de Transilvania, de etnia sícula y descendiente de Atila. Se trata de un antiguo guerrero que, según Van Helsing, estudió en la Escolomancia los secretos de la naturaleza como alumno del Diablo. Luego, ya como vampiro, emprende su mudanza a Londres, estudiando la cultura e idioma ingleses, y engañando a Jonathan Harker, para tener más oportunidades de caza en la capital británica. |
| Renfield            | Interno del hospital psiquiátrico dirigido por el Dr. John Seward. Sufre de delirios que lo obligan a comer seres vivientes con la esperanza de obtener su fuerza vital para él mismo. En el curso de la novela, se revela que está bajo la influencia del Conde Drácula. El vampiro llega a Renfield con una oferta: si acepta servirle, le proporcionará un suministro sin fin de alimento. |
| Abraham Van Helsing | Médico, abogado, filósofo, literato y profesor neerlandés, cuyo aprendiz es el Dr. John Seward. Fue considerado en la novela como un gran filósofo y científico. Fue llamado para curar a Lucy y, tratando de averiguar el origen de la enfermedad, descubre el plan de Drácula y su naturaleza vampírica, para luego pasar a liderar su persecución. Al final de la novela se revela que es el padrino del hijo de Jonathan y Mina. |
| Jonathan Harker     | Joven abogado inglés que visita al conde Drácula por motivos de negocios, quedando prisionero en el castillo; prometido de Mina y, posteriormente, su esposo. |
| Mina Harker         | Personaje principal femenino dentro de la obra de Bram Stoker, es la heroína gracias a cuya ayuda logran capturar al conde Drácula. Novia y después esposa de Jonathan Harker, el otro gran protagonista. Es una educada institutriz movida por el amor que siente hacia su amado. Es una bella joven de unos 20 años aproximadamente, delgada, blanca de tez y estilizada. |
| Arthur Holmwood     | Prometido de Lucy Westenra y heredero del título de Lord Godalming. |
| Lucy Westenra       | Segundo personaje femenino con más peso dentro de la novela de Bram Stoker. Es la mejor e íntima amiga de Mina desde su temprana infancia. Mina y Lucy son aclamadas por su belleza, pero a diferencia de la primera, Lucy le da más importancia a su aspecto físico. Tiene un buen corazón, pero a veces peca de superficialidad y banalidad. Le comenta a través de cartas a su amiga Mina que tiene tres pretendientes, pero su corazón sólo le pertenece a uno. Es atacada por el Conde Drácula, transformándola en una vampiresa que roba niños para saciar su sed. Finalmente se le da caza y acaba siendo asesinada por su propio prometido, para así descansar en paz. |
| Quincey Morris      | Pretendiente texano de Lucy, amigo de Arthur y John, y uno de los verdugos de Drácula. |
| John Seward:        | Joven médico exalumno de Van Helsing y administrador de un hospital psiquiátrico, no muy lejos de Carfax, el primer hogar inglés del Conde Drácula, y pretendiente de Lucy. A lo largo de la novela, Seward lleva a cabo entrevistas con su paciente Renfield, con el fin de conocer la naturaleza de la vida con psicosis. |

## Lugares donde transcurre la historia
- Transilvania.
- Viena y Budapest.
- Los Cárpatos

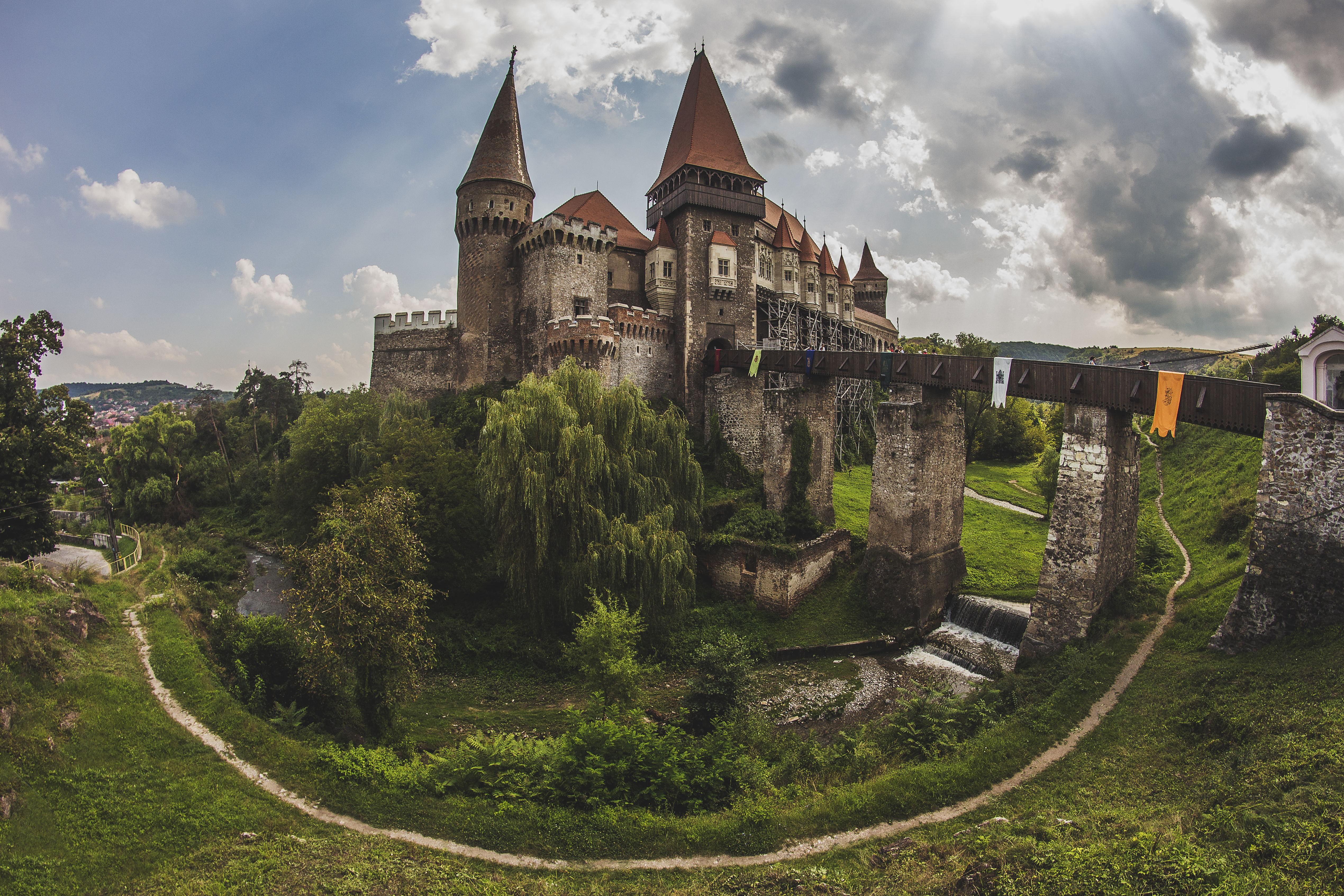
El Castillo de Hunyad, en Hunedoara, Rumanía, se menciona como fuente de inspiración para el castillo de Drácula.

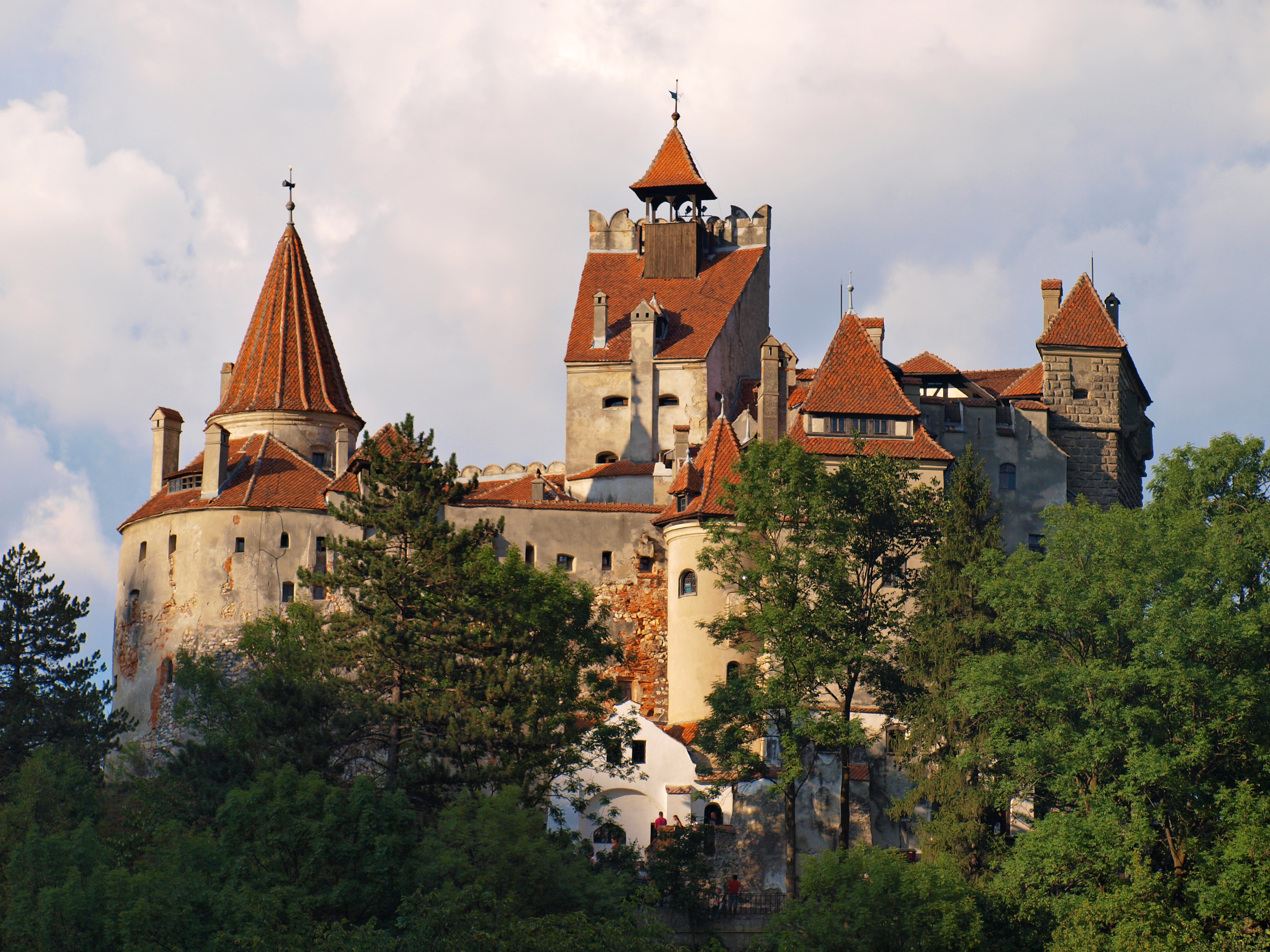
El Castillo de Bran, el cual se presume fue usado por Bram Stoker como modelo para el castillo de Drácula.

- Kolozsvár (en húngaro), Klausenburg (en alemán) —castellanizado como Klausemburgo o Claudiópolis) o Cluj Napoca (en rumano), municipio de Transilvania.
- Bistriţa, la población más cercana al castillo imaginario.
- El Desfiladero del Borgo, (Bârgău, en rumano) paraje real donde sitúa el castillo Bram Stoker.
- Whitby, en Yorkshire del Norte (Yorkshire, Inglaterra). Aún están en pie la abadía, y la Iglesia de Santa María, en cuyo terreno se halla el cementerio al borde del acantilado.
- El río Bistriţa.
- El Bósforo.
- Los Dardanelos.
- El Mar Mediterráneo.
- El Estrecho de Gibraltar.
- El Océano Atlántico.
- El Golfo de Vizcaya.
- El Canal de la Mancha.
- Londres. El cementerio es el de Highgate del Oeste (West Highgate), en el barrio de Hampstead (distrito de Camden). La zona de los estanques donde busca Lucy a los niños forma parte de un parque muy grande llamado Hampstead Heath.
- Exeter, en Devon (Inglaterra).
- Varna, Bulgaria.

## Adaptaciones

### Teatro
El 18 de mayo de 1897 (ocho días antes de la publicación de la novela), se hizo una lectura de Drácula por un grupo de actores en el Lyceum Theatre. Esta representación fue organizada por Stoker, al parecer para garantizarse los derechos de autor sobre la novela y su personaje.
Hamilton Deane adaptó la novela con el mismo título al teatro y en 1924 estrenó la obra en Londres, en 1927 en Broadway, después en Nueva York y en otras ciudades. En esta versión teatral se han basado las tres versiones de la Universal Pictures: los dos Drácula de 1931 (primero y segundo) y el que dirigiera John Badham en 1979.
En España, el actor Enrique Rambal junto con los autores Mariano Soriano Torres y Javier Pérez Bultó, hicieron una adaptación escénica que se estrenó en el Teatro Fontalba de Madrid, en 1943, en la cual se hace bastante hincapié en los episodios fantásticos y de carácter terrorífico.
El 29 de enero de 1979, en el teatro Odeón de Buenos Aires, los empresarios Tita Tamames, Rosa Zemborain y Héctor Cavallero estrenaron Drácula de Balderston-Deane, incluyendo efectos, vestuario y escenografía de la versión de Broadway; encargaron a Sergio Renán la dirección y el protagonismo. Gigi Rúa (Lucy Seward), Pablo Alarcón (Jonathan Harker),  Osvaldo Terranova (Prof. Van Helsing), Héctor Bidonde (Dr. Seward) y Franklin Caicedo (Renfield) conformaron el elenco.

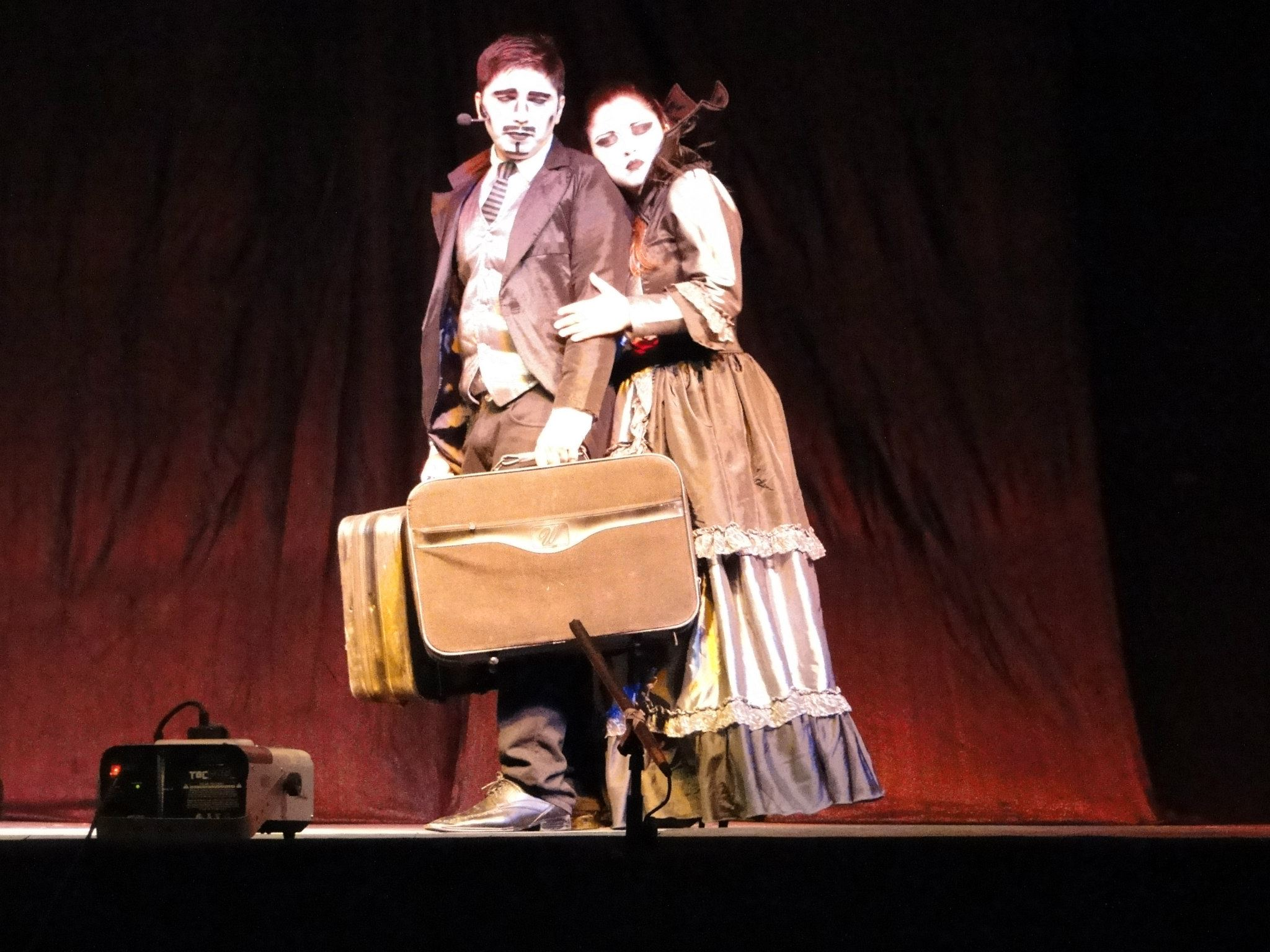
Jonathan Harker y Mina Murray en Drácula, el amor nunca muere (2014).

En ese Drácula se ha basado también Drácula, el musical (1991), protagonizado por Cecilia Milone y Juan Rodó, una creación de los argentinos Pepe Cibrián y Ángel Mahler, entre otras obras. Reestrenado en 1992,1994,1997,2000 (Estadio Luna Park), el 2003 y el 2007 en el Teatro Ópera de la ciudad de Buenos Aires, continuando con un nuevo elenco a partir de enero de 2011.
En Chile, el director Marcelo Bailey realizó en 2014 una adaptación de la novela, llamada Drácula, el amor nunca muere que contaba con innumerables referencias pop culturales de Chile, Latinoamérica y resto del mundo, por lo que es considerada una adaptación libre y única en su tipo. Drácula, Jonathan Harker y Mina Murray fueron interpretados por los jóvenes actores Erick Flores, Salva Salazar y Cynthia Saavedra, respectivamente.
- Dracula : Entre l'amour et la mort (musical originario de Quebec, Canadá, creado por Bruno Pelletier, con letra de Roger Tabra y música de Simon Leclerc).[14]
- Dracula, The Musical (creada por Frank Wildhorn, que ha sido montada en EE. UU. y Suiza).[15]
- Dracula: ópera rock con libreto de Vincenzo Incenzo, dirección teatral del argentino Alfredo Rodríguez Arias y música de la Premiata Forneria Marconi. El disco fue publicado en el 2005.

### Cine
Drácula posee el récord de ser el personaje literario más retratado en el cine y el personaje más retratado en películas de terror; con la inclusión de películas para televisión y lanzamientos directos a video, Drácula ha aparecido en 272 películas y contando.

### Cómic
El primer cómic en adaptar la novela fue Eerie en su número 12 publicado por Avon Periodicals, Inc. en agosto de 1953; con dibujo de Gene Fawcett y entintado de Vince Alascia. Una de las primeras adaptaciones de la novela fue el cómic Drácula ilustrado por Pascal Croci con guion de Françoise-Sylvie Pauly. Drácula (1982-1983) de Fernando Fernández. Frank Meynet (Hippolyte) ilustró su propia adaptación de la novela en dos tomos titulados Drácula Tomo I y Drácula Tomo II.
La novela gráfica The Complete Dracula, serie limitada de cinco números guionizada por Leah Moore junto a John Reppion y dibujo de Colton Worley. La última adaptación de la novela en formato cómic es el one shot Bram Stoker’s Dracula Starring Bela Lugosi, adaptada por Robert Napton con dibujo de El Garin y arte de Kerry Gammill.
Además el personaje de Drácula ha sido usado y representado en infinidad de cómics que poca o ninguna relación tienen con la novela; ejemplo de ello son La tumba de Drácula de Marvel Comics, ¿Drácula, Dracul, Vlad? ¡Bah…! de Alberto Breccia y el manga Hellsing de Kōta Hirano publicado en la revista Young King OURs por la editorial Shōnen Gahōsha.